# KGB-Zentrale Karlshorst

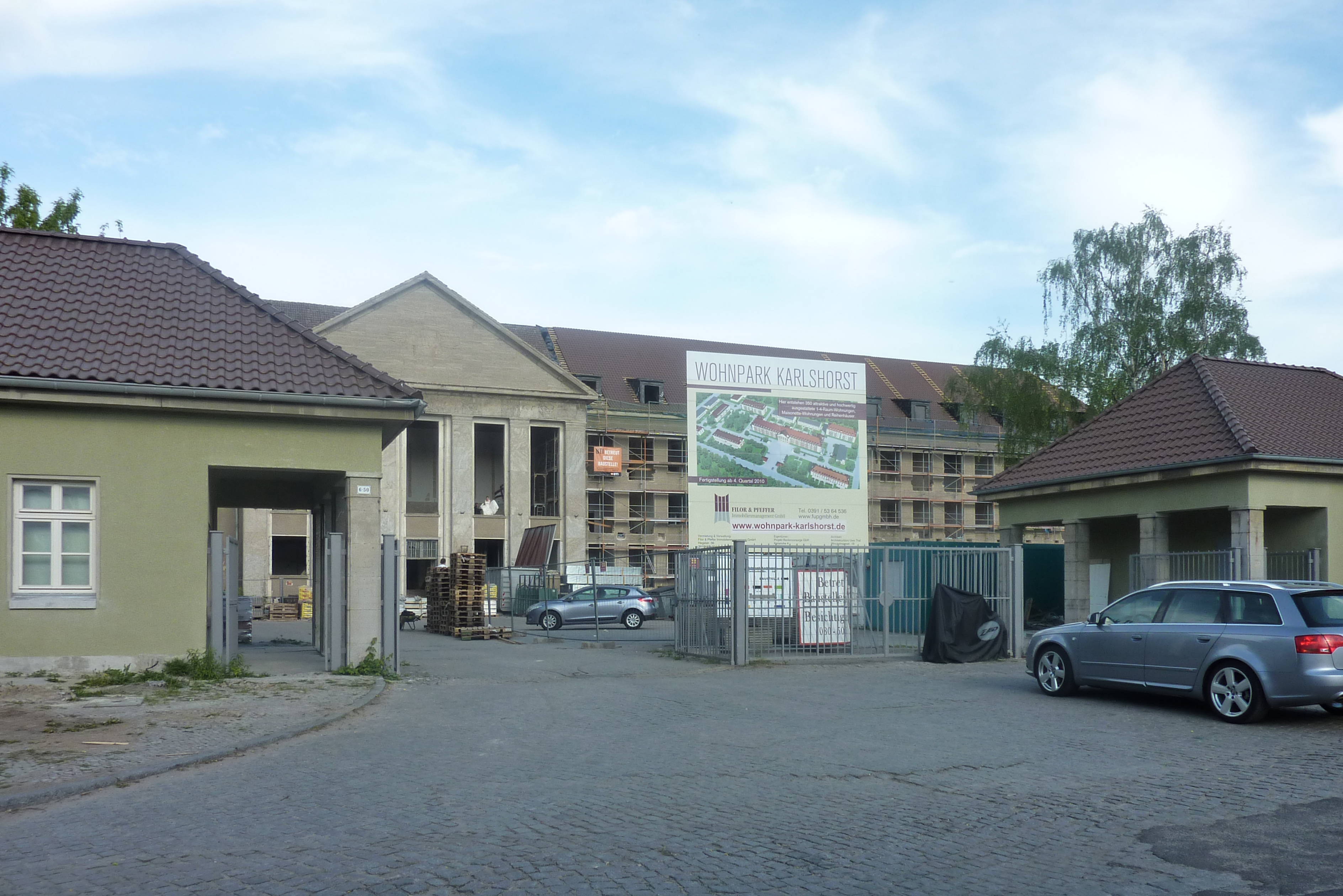
Ehemalige KGB-Zentrale

Die KGB-Zentrale Karlshorst (russisch Штаб-квартира КГБ Карлсхорст) war die Zentrale des sowjetischen Geheimdienstes KGB in Deutschland. Sie lag in der Zwieseler Straße 40 in Berlin-Karlshorst auf dem ehemaligen Gelände der Festungspionierschule der deutschen Wehrmacht. Der KGB zog 1953 mit seiner Zentrale in das Gebäude ein, das im Zentrum des sowjetischen Sperrgebiets in Karlshorst lag. Sie galt mit bis zu 1500 Mitarbeitern als größte Residentur des KGB außerhalb der Sowjetunion. Mit dem Abzug der Streitkräfte Russlands aus Deutschland im Jahr 1994 gab der russische Geheimdienst seinen Sitz in Berlin-Karlshorst auf.

## Geschichte

### Besetzung nach dem Krieg
Am 4. Mai 1945 fuhr ein Auto mit einem Lautsprecher durch zahlreiche Straßen von Karlshorst. Die Bewohner wurden aufgefordert, ihre Häuser und Wohnungen innerhalb von 24 Stunden zu räumen. Am 5. Mai wurde ein großer Teil des Ortsteils zur militärischen Sperrzone. An diesem Tag zog das Hauptquartier des Berliner Stadtkommandanten General Bersarin in das Gebäude der ehemaligen Festungspionierschule der Wehrmacht ein, und Teile seiner Armee wurden in der Nachbarschaft stationiert. Wenig später – ab Sommer 1945 – beherbergte es die Sowjetische Militäradministration in Deutschland (SMAD), die zunächst unter der Leitung von Marschall Schukow bis zur Gründung der DDR im Jahr 1949 als Regierung der sowjetischen Besatzungszone diente.

### Agententätigkeit
Von der KGB-Zentrale aus wurde u. a. der Doppelagent Heinz Felfe geführt, der zahlreiche Informationen aus dem Bundesnachrichtendienst (BND) an den KGB übergab. Auch Schläferagenten wurden in Karlshorst ausgebildet, die nach ihrer Ausbildung in westliche Staaten gesandt wurden. Zudem wurde vom KGB auf dem Gelände ein Gefängnis betrieben. Der Zentrale in Karlshorst unterlag auch die Leitung der KGB-Residenturen in der Bundesrepublik, wie der KGB-Residentur Bonn mit ihren Außenstellen in Köln und Hamburg.

### Koordinierungsstelle Karlshorst des MfS
Das Ministerium für Staatssicherheit unterstützte die Arbeit des KGB in Karlshorst sowohl materiell als auch in der geheimdienstlichen Arbeit. Eine eigene „Koordinierungsstelle Karlshorst“ in der Verwaltung Rückwärtige Dienste (F.Abteilung) war für die materiell-technische und soziale Sicherstellung der Mitarbeiter des KGB verantwortlich, eine eigene Arbeitsgruppe für deren Wohnraumversorgung.
Für die Absicherung des Sperrgebiets war ein Teil der Abteilung 1 der Hauptabteilung II der Stasi verantwortlich. Die Beobachtung der Militärinspektionen der drei West-Berliner Besatzungsmächte oblag der Abteilung III der Hauptabteilung VIII, die eigens ein Referat „Wach- und Sicherungsdienst Karlshorst“ einrichtete.
Südlich des KGB-Standortes und des Museums des Sieges befanden sich zudem eine Anzahl von MfS-Dienstobjekten entlang der Köpenicker Allee und auf dem Gelände der ehemaligen Fliegerstation Berlin-Friedrichsfelde.

## Leiter
- 1966–1974: Iwan Fadeikin